# Ian David Erskine
Ian David Erskine, britanski general, * 1898, † 1973.